# Fulvia hungerfordi
Fulvia hungerfordi is een tweekleppigensoort uit de familie van de Cardiidae. De wetenschappelijke naam van de soort is voor het eerst geldig gepubliceerd in 1901 door Sowerby III.